# 桅水水库
桅水水库是中国湖北省荆州市松滋市境内的一座水库，位于危水中游，建于1970年。水库正常库容为30900万立方米，集雨面积为1142平方千米，海拔为94米。